# 20 000 дней на Земле
«20 000 дней на Земле» (англ. 20,000 Days on Earth) — документальный фильм режиссёров Айана Форсайта и Джейн Поллард, вышедший на экраны в 2014 году.

## Сюжет
Фильм, представляющий собой смесь реальности и вымысла, рассказывает о двадцатитысячном дне в жизни знаменитого музыканта Ника Кейва. Камера показывает Кейва в его доме в Брайтоне, во время сеанса у психолога, в архиве, где он вспоминает о тех или иных артефактах из своей жизни, и во время работы над новыми песнями для альбома Push the Sky Away.
В картине появляются жена музыканта Сьюзи, Уоррен Эллис и другие участники группы The Bad Seeds, актёр Рэй Уинстон, психоаналитик Дэриан Лидер и певица Кайли Миноуг.

## Награды и номинации
- 2014 — премия за лучшую режиссуру (Айан Форсайт и Джейн Поллард) и лучший монтаж (Джонатан Эймос) в категории «Мировое документальное кино» на кинофестивале «Санденс», а также номинация на Гран-при жюри в этой же категории.
- 2014 — награда имени Дугласа Хикокса в рамках Премии британского независимого кино, а также две номинации: лучший документальный фильм, лучшее достижение в кинопроизводстве.
- 2014 — приз ФИПРЕССИ на Стамбульском кинофестивале.
- 2014 — участие в конкурсной программе Сиднейского кинофестиваля.
- 2015 — номинация на премию BAFTA за лучший документальный фильм (Айан Форсайт и Джейн Поллард).
- 2015 — номинация на премию «Независимый дух» за лучший документальный фильм (Айан Форсайт, Джейн Поллард, Дэн Боуэн, Джеймс Уилсон).
- 2015 — две номинации на премию Лондонского кружка кинокритиков: лучший документальный фильм, прорыв британского кинематографиста (Айан Форсайт и Джейн Поллард).